# دینا دورون
دینا پسکین، معروف به دینا دورون و دینا دورون، (به عبری: דינה דורון؛ زاده ۱۵ مارس ۱۹۴۰) یک بازیگر فیلم و صحنه اسرائیلی است.
دورون در سال 1964 با ایلان الداد تهیه‌کننده فیلم صرب ازدواج کرد. آنها دو فرزند به نام‌های دن الداد و روت الدادسیدن دارند. پسر او یک مقام دولتی و وکیل اسرائیلی است.

## فیلم‌شناسی
- شهر وفادار (۱۹۵۲) در نقش آنا
- قفس شیشه ای (۱۹۶۵) در نقش سونیا
- سینایا (۱۹۶۶) در نقش زن بادیه نشین
- موسی قانون‌گذار (۱۹۷۴) در نقش یوخابد
- عیسی (۱۹۷۹) در نقش الیزابت مقدس
- کتاب مقدس رسانه‌های جدید: کتاب پیدایش (۱۹۷۹) در نقش سارا
- هزار بوسه کوچک (۱۹۸۱) در نقش روتا
- Ha-Shiga'on Hagadol (1986) در نقش پرستار هاوا
- ازدواج دیرهنگام (۲۰۰۱) در نقش لوبا
- اسکیموهای گالیله (۲۰۰۶) در نقش فانی
- تو حریف زوهان نمی‌شی (۲۰۰۸) در نقش خانم دویر، مادر زوهان
- داستان عشق و تاریکی (۲۰۱۵) در نقش مادربزرگ کلاوسنر
- سرزمین‌های مقدس (۲۰۱۷) در نقش خانم لاپیر
- کوکو (نسخه عبری) (۲۰۱۷) در نقش ماما کوکو (صدا)
- غیر متعارف (۲۰۲۰، سریال کوتاه تلویزیونی) در نقش باب، مادربزرگ استی